# Botucatu
Botucatu város Brazíliában, São Paulo államban. Lakosainak száma 139 483 fő (2015. július 1.). Botucatu Anhembi, Bofete, Itatinga, Avaré, Dois Córregos, Lençóis Paulista, Pardinho, Pratânia, Santa Maria da Serra és São Manuel községekkel határos.

## Népesség
A település népességének változása:
| Lakosok száma | 108 306 | 127 328 | 139 483 | 148 130 | 145 155 |
|               | 2000    | 2010    | 2015    | 2020    | 2022    |